# Rudolf Nauck
Rudolf Nauck (* 15. März 1851 in Badresch; † nach 1928) war Gutsbesitzer und Mitglied des Deutschen Reichstags.

## Leben
Nauck besuchte das Gymnasium in Friedland und studierte auf den Universitäten Halle und Berlin. Er erlernte die Landwirtschaft in Mecklenburg und war als Landwirt in der Neumark, in Westpreußen und Pommern tätig. 1875 übernahm er das Rittergut Dishley in Mecklenburg-Strelitz, 1879 die Großherzogliche Domäne Groß-Schönfeld in Mecklenburg-Strelitz. Später pachtete er noch das Gut Stolpe bei Neustrelitz.
Von 1893 bis 1912 war er Mitglied des Deutschen Reichstags für den Reichstagswahlkreis Großherzogtum Mecklenburg-Strelitz  (Neustrelitz, Neubrandenburg, Schönberg). Im Reichstag schloss er sich als Hospitant der Fraktion der Deutschen Reichspartei an.